# Erik van Dillen
Erik van Dillen (San Mateo, California, 21 de febrero de 1951) es un extenista estadounidense que destacó en la especialidad de dobles en la década de los 70, ganando 13 títulos. 

## Carrera
A lo largo de su carrera llegó a disputar 25 torneos del Grand Slam, llegando a jugar tres finales, la de 1971 del Abierto de Estados Unidos, la de 1972 de Wimbledon y la de 1977 del Abierto de Australia.
Logró además dos Copa Davis con el equipo de Estados Unidos, en 1971 y 1972.

## Estadísticas

### Individual

#### Títulos (1)
| Número | Año  | Torneo                             | Superficie | Rival en la final | Marcador    |
| 1.     | 1973 | Nottingham John Player, Nottingham | Hierba     | Frew McMillan     | 3-6 6-1 6-1 |

### Dobles

#### Títulos (13)
| Número | Año  | Torneo                                      | Superficie | Pareja           | Rival en la final                   | Marcador      |
| 1.     | 1971 | Cincinnati Open, Cincinnati                 | Tierra     | Stan Smith       | Sandy Mayer Roscoe Tanner           | 6-4, 6-4      |
| 2.     | 1973 | Copenaghen Open, Copenhague                 | Sintético  | Tom Gorman       | Mark Cox Graham Stilwell            | 6–4, 6–4      |
| 3.     | 1973 | Nottingham John Player, Nottingham          | Hierba     | Tom Gorman       | Bob Carmichael Frew Donald McMillan | 9-7, 6-3      |
| 4.     | 1974 | Nottingham John Player, Nottingham          | Hierba     | Charlie Pasarell | Robert Lutz Stan Smith              | 9-7, 6-3      |
| 5.     | 1975 | Toronto Indoor, Toronto                     | Sintético  | Dick Stockton    | Anand Amritraj Vijay Amritraj       | 6-4, 7-5, 6-1 |
| 6.     | 1975 | U.S. Indoor National Championships, Memphis | Sintético  | Dick Stockton    | Mark Cox Cliff Drysdale             | 1-6, 7-5, 6-4 |
| 7.     | 1975 | ATP Volvo International, North Conway       | Tierra     | Haroon Rahim     | John Alexander Phil Dent            | 6–3, 1–6, 7–5 |
| 8.     | 1976 | ATP Birmingham, Birmingham                  | Sintético  | Jimmy Connors    | Hank Pfister Dennis Ralston         | 6–3, 6–2      |
| 9.     | 1976 | Cincinnati Open, Cincinnati                 | Tierra     | Stan Smith       | Eddie Dibbs Harold Solomon          | 6-1, 6-1      |
| 10.    | 1978 | New Orleans Open, New Orleans               | Sintético  | Dick Stockton    | Ismail El Shafei Brian Fairlie      | 6–3, 7–5      |
| 11.    | 1978 | ATP Cleveland, Cleveland                    | Cemento    | Dick Stockton    | Rick Fisher Bruce Manson            | 6–1, 6–4      |
| 12.    | 1981 | Hall of Fame Tennis Championships, Newport  | Hierba     | Brad Drewett     | Kevin Curren Billy Martin           | 6-2, 6-4      |
| 13.    | 1981 | ATP Cleveland, Cleveland                    | Cemento    | Van Winitsky     | Syd Ball Ross Case                  | 6–4, 5–7, 7–5 |